# Киддуш ха-Шем
Кидду́ш ха-Ше́м (ивр. קִדּוּשׁ הַשֵׁם‎, 'освящение Имени [Бога]') — возвеличение Божьего имени, одно из основных требований в иудаизме и положительных его предписаний (мицват асе), заключающееся в обязанности утверждения величия Бога через самоотверженное исполнение его наставлений и служение Богу вплоть до самопожертвования. В народном сознании гибель во имя служения Богу стала основным значением данного понятия. Освящение имени Божьего является одной из 613 заповедей Торы.
Иудаизмом было создано новое религиозное понятие, которому человек, совершая нравственные поступки, утверждает величие имени Божьего и прославляет его, а делая безнравственные деяния, напротив, бесчестит, профанирует его имя. Возвеличивание и профанация относятся не к Божеству как таковому, а к его имени — к признанию и почитанию его имени людьми. Согласно иудейскому учению, почитание Господа неизбежно приводит к нравственному возвышению человека, понимание сущности Бога и его почитание выражают нравственное чувство. По этой причине этическое поведение людей считается мерилом их веры.
Многие века борьбы с язычниками, а затем гонения со стороны христианства и ислама, потеря национальной независимости и изгнание с исторической родины не привели к отходу еврейского народа от своей веры в Бога, но усилили его преданность вплоть до самопожертвования. Возглас Адона́й эха́д («Бог един») изрекался евреями перед смертью как в Античности, так и в Средние века и позднее.
Идея освящения Имени была заимствована из иудаизма в христианство и ислам. В христианстве концепция воспринята как мученичество за веру; принявшие такое мученичество причисляются к лику святых. В IV—XVI веках христианская церковь рассматривала как мучеников «семерых братьев Маккавеев», сюжет о которых является трансформацией еврейского повествования о Ханне и её семерых сыновьях. Согласно исламу, погибшим в «священной войне» уготовано место в раю.

## Древний мир
Термин появляется в тексте Иерусалимского Талмуда (Санх. 3:6, 21б), однако само понятие возвеличивания Божьего имени имеет место в Библии (Лев. 22:32; Чис. 27:14; Ис. 8:13), где также оно уже связано с представлениями, что Бог даровал свойства святости избранному им народу (Исх. 31:13; Лев. 20:8; Иез. 37:28). С эпохи Исхода и до конца эпохи царей Киддуш ха-Шем понималось как осознание Бога творцом и властелином Вселенной, справедливым и милостивым судьёй, еврейский народ призван был подтверждать своей праведностью и нравственностью жизни.
По Библии Моисей и Аарон были наказаны за неверие Богу, который велел, чтобы словом была исторгнута вода из скалы, и, таким образом, «не явили святости Его перед сынами Израиля» (Чис. 20:12; Втор. 32:51). Илия бросил вызов перешедшему к язычеству царю Ахаву. Пророк предложил ему одновременно дать жертвоприношения Яхве и Баалу для доказательства истинности Бога Израиля (1Цар. 18:17—39), что в еврейской традиции рассматривается в качестве классического примера Киддуш ха-Шем, поскольку Илия рискнул жизнью во имя возвеличивания имени Бога. Этический смысл понятия подчеркивался пророками. Так, Иеремия обвиняет в поругании Имени тех евреев, которыми был нарушен Закон, поскольку они освобождали своих рабов, а затем вновь обращали их в рабство (1Цар. 34:16). Амос считал тем же грехом притеснение неимущих и недостойное поведение (1Цар. 2:7, 8). Этический смысл понятия усилен в Талмуде, который рассматривает как освящение Имени справедливое к иноверцам поведение, даже в богоугодном деле, которое не предусмотрено в Галахе (БК. 113а-б; Тосеф., БК. 10:15; ТИ., БМ. 2:5, 8в). Как пример Талмуд (Гит. 46а) приводит место из Библии, где Иисус Навин не нарушает клятвы, которую он дал жителям Гивона, несмотря на то, что последние получили её обманным путём (ИбН. 9:3-18). Как Киддуш ха-Шем рассматривается нравственный поступок, который человек совершает без свидетелей, к примеру, поведение Иосифа, которому удалось устоять перед искушением (Быт. 39:7—12; Сот. 36б), или открытое признание Иуды его связи с Фамарью (Быт. 38:26; Сот. 10б). Талмид-хахаму в особенности нужно следить, чтобы не обесчестить Имя через недостойное поведение, которое вызывает жалость или презрение (Иома 86а; Майм. Яд., Хилхот иесодей ха-Тора 5:1 1).
Согласно талмудической литературе, основным смыслом элемента этики, который подчёркивается в контексте Киддуш ха-Шем, является религиозный — увеличение уважения мира к морали, данной Богом. Дидактика, направленная к исправлению нравов, здесь не рассматривается. Во многих местах Библии развивается идея святости народа Израиля, основанная на представлениях об освящении имени Бога. Перед откровением на горе Синай Бог изрекает обещание: «Вы будете у Меня… народом святым» (Исх. 19:6). Далее не единожды повторяется: «Я — Господь, освящающий вас» (Исх. 31:13; Лев. 20:8; 22:32) и «Народ святой ты у Господа» (Втор. 7:6; 14:2, 21; 26:19). Пятикнижие и в ещё более выраженной форме книги пророков увязывают идею святости народа и требование верности завету; за соблюдение завета обещано расположение Бога, за нарушение последует гнев и кара Господа (Втор. 28:9; Ис. 62:12; Иер. 2:3; Иез. 20). Миссия Израиля заключается в том, чтобы быть носителем идеи единого Бога, за что Бог даровал еврейскому народу святость: «Дабы познали все народы Земли, что Яхве есть Бог и нет [другого] кроме Него» (1Цар. 8:60), «И узнают народы, что Я — Яхве, освящающий Израиль» (Иез. 37:28).
Об освящении Имени перед лицом язычников повествует уже книга Даниила, наиболее поздняя в иудейском библейском каноне (Дан. 3:13—23). Вторая книга Маккавеев подробно описывает продиктованные этим подвиги мученичества в эпоху насильственной эллинизации евреев земли Израиля (2Мак. 6:18 — 7:41). Четвёртая книга Маккавеев даёт самопожертвованию идейно-философское обоснование. Идея масштабно трактуется в Талмуде, где с эпохи таннаев Киддуш ха-Шем начинает пониматься как синоним мученичества, и в этом же значении рассматривается в талмудической, мидрашистской и позднейшей галахической литературе, например: «Израилю повелевается освящать имя Бога» (ТИ., Санх. 3:6, 21б).
Исторический совет законоучителей в Лоде во II веке н. э. объявляет освящение имени Бога в качестве акта самопожертвования долгом каждого еврея, которого принуждают к нарушению одного из трёх главных запретов: идолопоклонства, прелюбодеяния и пролития крови (Санх. 74а). На деле, тем не менее, считалось, что должно принять мученическую смерть и при принуждения к нарушению ряда других предписаний, включая обрезание новорождённого, соблюдение субботы, кашрута и др. Согласно некоторым галахистам, во время антиеврейских преследований следует выбрать смерть вместо нарушения не только менее важных запретов, но и традиционных обычаев, даже в случае, когда еврея уговаривают преступить Закон в отсутствие свидетелей (Санх. 74а). Это мнение приняла Галаха и включили в себя послеталмудические кодексы (Майм. Яд., Хилхот иесодей ха-Тора 5:3). Апокрифические рассказы повествуют о том, как приняли мученическую смерть Ханна и семеро её сыновей, о мученичестве старца Элазара; талмудические предания рассказывают об умерщвлении рабби Акивы и десяти мучеников. В этих случаях освящение Имени было связано с соблюдением иных запретов, нежели запрет трёх смертных грехов согласно Галахе.

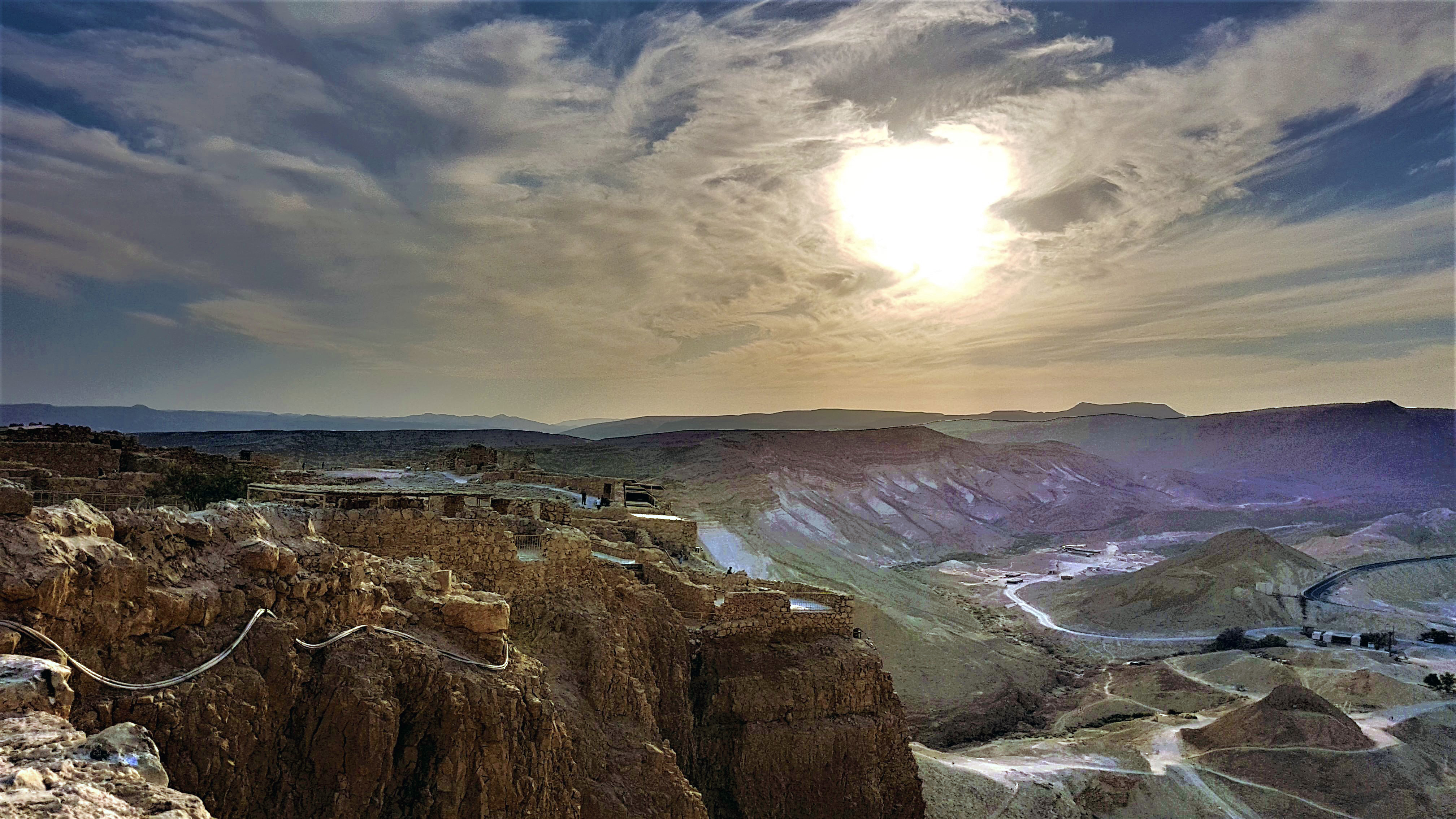
Руины Масады

В течение веков сложились главные мотивы освящения Имени, включающие личное благородство и мужество, отвержение притворства и двуличия, готовность быть подвергнутым телесным и душевным страданиям. Всё это нашло отражение во время войны против Римской империи и в особенности в ходе массового самоубийства защитников Масады, для которых завещанный Богом отказ от подчинения врагу оказался ближе философских аргументов, вложенных Иосифом Флавием в речь Элазара бен Яира.

## Средние века
В Средние века вопрос предпочтения мученичества, когда нарушение запрета рассматривается как допустимое, стал предметом учёных споров. Маймонид считал, что человек, избравший Киддуш ха-Шем в случаях, если Законом этого не требуется, напрасно теряет жизнь (Майм. Яд., Хилхот иесодей ха-Тора 5:1). Тосафисты отклоняли решения своих предшественников и отвергли формальные построения, которые не требовали мученичества от принуждаемого, к примеру, к идолопоклонству в отсутствие свидетелей (Тос., Ав. Зар. 54а).
Сопротивление еврейского против принуждению к отказу от веры отцов в Средние века усилилось. Киддуш ха-Шем стал восприниматься как единственный выход для отдельных евреев, семейств и общин, которые отвергли возможность спасения жизни ценой крещения. В эпоху крестовых походов, при во время актов насильственного крещения, в смутах, возникавших в результате эпидемии чумы, кровавых наветов и обвинений в осквернении гостии, десятками тысяч евреев была выбрана мученическая смерть во имя Бога. Большое число еврейских центров были уничтожены навсегда или на длительное время, например, Йорк. Евреи Испании, серьёзно пострадавшие в результате беспорядков, которые следовали за «Черной смертью», к концу XIV века подверглись гонениям, как и евреи в других странах христианской Европы. Евреи, открыто исповедовавшие свою веру, всё чаще выбирали мученичество, а сохранявшие верность втайне, включая марранов заключались в тюрьмы, их судили трибуналы и сжигала заживо инквизиция.
Эти события получили выражение в богослужении и других направлениях еврейского литературного творчества. В начале XII века возникли элегии и молитвы, которые прославляли мучеников и освящали их память и подвижничество. Молитвенники эпохи крестовых походов включили специальную бенедикцию для тех, кто принимал мученическую смерть: «Благословен Ты, Господь, Бог наш, Царь Вселенной, который освятил нас Своими законами и заповедал нам святить имя Его всенародно». Евреи города Ксантен (ныне в составе Германии) перед совершением массового самоубийства добавили к своей последней молитве после трапезы слова: «Милосердный Господь, Он отомстит в дни тех, кто останется после нас, перед их очами, за пролитую кровь слуг Его и за кровь, которая ещё будет пролита. Да спасет нас Милосердный от людей зла, и от отступничества, и от поклонения чужим божествам, и от скверны народов и их мерзостей». В числе средневековых элегий, которые входят в литургию девятого Ава, Йом-Киппура, паломнических праздников и шаббата, наибольшего трагизма достигли включённые в их состав библейские стихи молитв Элле эзкра ('Сих помяну') и Ав ха-рахамим ('Отец милосердный').
Вскоре после окончания крестовых походов общины Германии начали заносить в свои поминальные списки имена погибших во имя Господа и названия тех общин, которые были истреблены в периоды гонений. Тема Киддуш ха-Шем подробно трактуется Маймонида в послании «Иггерет ха-шмад» («Эпистола о [вынужденном] отступничестве»; вариант названия: «Маамар Киддуш ха-Шем» — «Слово об освящении [Божьего] Имени»), которое он направил в 1162—1163 годах в адрес еврейских общин Испании и Северной Африки, с середины столетия подвергавшихся гонениям со стороны Альмохадов. Известный до настоящего времени обычай величания мучеников за веру, позднее и тех, кто погиб лишь за свою принадлежность к еврейству, эпитетом кадош (святой) восходит к традиции XIII века и впервые читается в респонсах Меира бен Баруха из Ротенбурга). Тем же периодом датируется мидрашистское изречение «Имя праведника, загубленного иноверцами, Всевышний записывает на Своей порфире» (Ял. Шим., Пс. 634). Из тех же соображений, что элегии и поминальные списки, в Германии с XIII века получило распространение чтение поминального Каддиша (Каддиш ятом). По мнению ряда исследователей, Каддиш, как первый стих Шма Исраэль, читался мучениками, идущими на смерть.

## Новое и Новейшее время
Евреев, убитых в ходе резни при Богдане Хмельницком, погромов в Российской империи и гражданской войны в России, Холокоста, еврейская мартирология относит к отдавшим жизнь во имя Киддуш ха-Шем, несмотря на то, что за редким исключением они не имели возможности выбирать.
Эмансипация западной части еврейского народа вела к уменьшению как значения, так и актуальности Киддуш ха-Шем в сознании евреев. В период пробуждения еврейского национального чувства и формирования сионизма понятие обрело новый смысл в качестве самопожертвования ради национального достоинства или для защиты Израиля от врагов. Богослужение многих общин выражает связанность традиционного и современного значений понятия Киддуш ха-Шем в словах поминальной молитвы по павшим воинам, в которой к давней формуле ал кдушшат ха-Шем ('во святость Имени') добавляются слова: 'ал кдушшат ха-ам ве-ха-арец' ('во имя святости народа и страны'). К числу павших воинов относятся и харугей малхут ('убиенные властями') — евреи, казнённые за их подпольную деятельность властями британского мандата, израильские парашютисты, которые были направлены в Европу и расстреляны нацистами, повешенные в исламских странах за содействие целям сионизма, погибшие в Советском Союзе ради сохранения еврейской культуры и за их преданность земле Израиля; сюда же относят жертв антиеврейского и антиизраильского террора.
Киддуш ха-Шем посвящено большое число произведений поэзии и художественной прозы на иврите и идише, включая роман Шолома Аша «Киддуш ха-Шем» («Во славу Божию», 1919) и балладу Шаула Черниховского «Барух ми-Магенца» («Барух из Майнца», 1902) и «Бат ха-рав» («Дочь раввина», около 1925), рассказ Ицхок-Лейбуша Переца «Шалош матанот» («Три подарка», около 1900).